# 世宗大学校

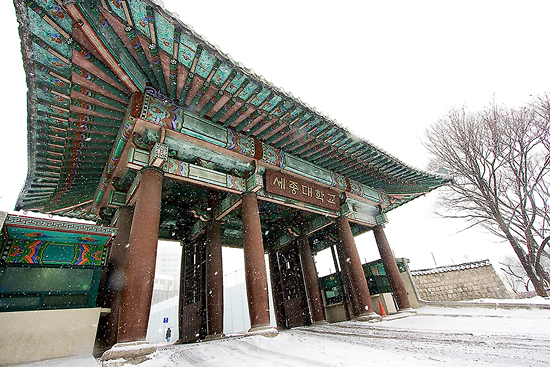
世宗大学校正門（2011年撮影）

世宗大学校（세종대학교、セジョンだいがっこう）は、ソウル特別市広津区にある大韓民国の私立大学。1940年創立。経営大学院はAACSBの認定を受けている。

## 沿革
- 1940年 京城人文学園（경성인문학원）として現在のソウル特別市光熙洞に創立される。
- 1947年 京城女子専門学院（서울여자전문학관）設立、国文科と家庭科を置く。
- 1948年 ソウル家政保育師範学校（서울가정보육사범학교）となる。
- 1954年 女子教育推進政策の一環として首都女子師範大学（서울가정보육사범학교）に昇格する。
- 1979年 男女共学になり、校名が世宗大学（세종대학）に変更される。
- 1987年 大学校（総合大学）に昇格し、世宗大学校（세종대학교）となる。